# Juraj Minčík
Juraj Minčík (ur. 27 marca 1977 w Starej Wsi Spiskiej) – słowacki kajakarz górski. Brązowy medalista olimpijski z Sydney.
Startował w slalomie w kanadyjce-jedynce (C-1). Zawody w 2000 były jego drugimi igrzyskami olimpijskimi. W 1996 zajął 15. miejsce. W Sydney wyprzedzili go jedynie Francuz Tony Estanguet i rodak Michal Martikán. Trzykrotnie stawał na podium mistrzostw świata w drużynowej rywalizacji. Dwukrotnie sięgnął po złoto (1997 i 2003), raz po brąz (1995).